# اچ‌ام‌اس رینگاروما (۱۸۸۹)
اچ‌ام‌اس رینگاروما (۱۸۸۹) (به انگلیسی: HMS Ringarooma (1889)) یک کشتی بود که طول آن ۲۷۸ فوت (۸۵ متر) بود. این کشتی در سال ۱۸۸۹ ساخته شد.